# Daggett (Michigan)
Daggett – wieś w Stanach Zjednoczonych, w stanie Michigan, w hrabstwie Menominee.